# Lagenipora
Lagenipora is een mosdiertjesgeslacht uit de familie van de Celleporidae en de orde Cheilostomatida. De wetenschappelijke naam ervan is in 1877 voor het eerst geldig gepubliceerd door Hincks.

## Soorten
- Lagenipora aragoi Marcus, 1955
- Lagenipora chedopadiensis Guha & Gopikrishna, 2007  †
- Lagenipora crenulata Gordon, 1984
- Lagenipora echinacea Marcus, 1922
- Lagenipora ferocissima Gordon, 1984
- Lagenipora laevissima Gordon, 1984
- Lagenipora lepralioides (Norman, 1868)
- Lagenipora perforata Canu & Bassler, 1929
- Lagenipora pinnacula (Hayward, 1980)
- Lagenipora polita Jullien, 1903
- Lagenipora spinifera O'Donoghue, 1924
- Lagenipora ventricosa Canu & Bassler, 1928

- Lagenipora soldanii Neviani, 1907 (taxon inquirendum)

Niet geaccepteerde soorten:
- Lagenipora edwardsi Jullien, 1882 → Teuchopora edwardsi (Jullien, 1882)
- Lagenipora hemiperistomata Gordon, 1984 → Celleporina hemiperistomata (Gordon, 1984)
- Lagenipora marginata Canu & Bassler, 1930 → Lagenicella marginata (Canu & Bassler, 1930)
- Lagenipora pygmaea (Norman, 1868) → Celleporina pygmaea (Norman, 1868)
- Lagenipora socialis Hincks, 1877 → Lagenipora lepralioides (Norman, 1868)
- Lagenipora spinulosa Hincks, 1884 → Lagenicella spinulosa (Hincks, 1884)
- Lagenipora verrucosa Canu & Bassler, 1928 → Lageniporina verrucosa (Canu & Bassler, 1928)